# Manuel Lacarta Salvador
Manuel Lacarta est un écrivain espagnol né à Madrid après la guerre civile espagnole.

## Biographie
Licencié en philosophie et lettres (Université complutense de Madrid), Manuel Lacarta a étudié la musique au Real Conservatorio Superior de Música de Madrid. Son œuvre littéraire est à la fois classique et avant-gardiste.

## Œuvres

### Poésie
- Reducto (Edics. De la Torre, 1977).
- Encarcelado en el silencio (Edics. Nuevo Sendero, 1978).
- Al sur del norte (Edics. De la Torre, 1982).
- Estar sin estancia (Edics. Libertarias, 1983).
- 34 posiciones para amar a Bambi (Antrophos, 1988), Premio Ámbito Literario.
- El tipo del espejo (Vitruvio, 2010).
- Otoño en el jardín de Pancho Villa (1977-2010) (Vitruvio, 2011), Premio de la Crítica de Madrid 2011.
- Así es la vida (Alacena roja, 2012).
- El rojo de sus labios (Vitruvio, 2013).
- Margot en la Plaza de Castilla (Araña Editorial, 2013).
- Verano (Lastura, 2015).
- Alumbrado público (Lastura, 2016).
- La soledad de Mickey Mouse (Lastura, 2017).
- Reducto. Al sur del norte (Queimada, 2017).
- Prosas (Lastura, 2018).
- Las palabras (Lastura, 2018).
- Biografía (Alhulia, 2019).
- Como necesidad, el silencio (Alhulia, 2020).
- En Liliput. Antología mínima (Hebel, 2020).
- El sonido del bosque en tu móvil  (Alhulia, 2020).
- Este sol que va quemando las espigas (Vitruvio, 2021).
- Para que me leas en noviembre (Vitruvio, 2022).
- La ciudad y el ruido (Vitruvio, 2023).
- Qué largo es el día con sus silencios  (Libros del Aire, 2024).
- Nuevas prosas  (Vitruvio, 2024).
- Se nos va el tiempo en los relojes suizos  (Libros del Aire, 2025).

### Romans
- Dame tus manos (Paréntesis, 2010).
- Yo, Lope de Aguirre, rebelde hasta la muerte (Araña Editorial, 2014).

### Contes
- Cuentos de media página (Didascalia, 1983).
- Cuentos de Madrid (La Librería, 2008).

### Essais
- Madrid y sus literaturas. De la generación del 98 a la posguerra (El Avapiés, 1986).
- Felipe II. La idea de Europa (Silex, 1986).
- Cervantes. Simbología de lo universal (Silex, 1988).
- Diccionario del Quijote (Alderabán, 1994).
- Diccionario del Siglo de Oro (Alderabán, 1996).
- Felipe II. La intimidad del Rey Prudente (Alderabán, 1997).
- Lope de Aguirre. El loco del Amazonas (Alderabán, 1998).
- Carlos V (Sílex, 1998).
- Madrid y sus literaturas. Del modernismo y la generación del 98 a nuestros días (La Librería, 2002).
- Madrid (La Librería, 2003).
- Felipe III (Alderabán, 2003).
- Cervantes. Biografía razonada (Silex, 2005).
- La Casa de Austria y la monarquía de Madrid (La Librería, 2006).
- Diccionario del Renacimiento (Alderabán, 2006).
- La poesía española del exilio interior y otros ensayos  (Punto de mira, 2017).